# ОШ „Радивој Поповић” Земун
Основна школа „Радивој Поповић Земун” једна је од државних специјалнизованих школа за основно образовање деце са посбним потребама у Србији. Школа је намењена за васпитање и образовање деце са оштећењем слуха, развојном дисфазијом, аутизмом, дисхармоничним развојем и говорно-језичким проблемима.

## Положај и пространство
Школа се налази у Земуну, у улици Призренска број 37, у непосредној близини неколико земунских школа, са којима остварује непрестану сарадњу. Школа је смештена на површини од око 11.000 m² и изузетно мирној локацији, заштићена од појачаног саобраћаја. 
Школа у свом саставу има интернат, школску кухињу, помоћне објекте и велико двориште по својим садржајима потпуно прилагођено деци са посебним потребама и њиховом одрастању и образовању. У пространом школском дворишту уређеном као зелена оаза налази се мобилијаром наменски опремљен парк за игру и забаву деце предшколског и млађег школског узраста као и комплекс спортских терена за рукомет, кошарку, одбојку и мали фудбал намењен ученицима основношколског и средњошколског узраста.

## О школи
Школа и интернат смештени су у одвојеним зградама.Зграда школе наменски је грађена а зграда интерната је у више наврата адаптирањ. За све ученике са пребивалиштем иван Београда у школи је организован целодневни боравак (домски смештај) са обезбеђеном исхраном: доручак, ручак и вечера са ужинама које се припремају у школској кухињи. Дом је капацитета 80 кревета. Све собе су са купатилима.
Наставни рад у Школи организован је у у оквиру петодневне радне недеље у једној смени у времену од 8.00 до 13.15 часова. Васпитни рад је организован у другој смени од 14.00 до 19.00 часова. Настава од I-IV разреда у Школи се одвија се по плановима за редовну школу уз индивидуални образовни рад. Рад за ученике организован је и у секцијама: информатичка, еколошка, фолклорна, драмско-ритмичка, техничка, спортска, секција за ручни рад, ликовна и секција креативне радионице. Кроз радионичарски рад, ученици школе развијају манипулативне спретности, креативност и друге вештине.
У свом саставу школа има амбуланту, стоматолошку ординацију и посебне собе за смештај болесне деца, како би била изолована од здраве и под сталном бригом медицинског особља које ради на њиховом опоравку. Уколико су ученицима неопходни специјалистички прегледи, школа ту врсту прегледа деци организује у сарадњи са Домом здравља „Земун” који се налазе у непосредној близини школе. 
Свакодневно брину о деци воде васпитачи а о хигијени изгледу и парковским површинама у школском дворишту воде два домара и хигијеничари школе и интерната.

## Запослени
У школи и њеном интернату ради наставни и ненаставни кадар који свакодневно брине о безбедном и правилном одрастању, васпитању и образовању деце.
Наставни кадар
Насавни кадар школе и интерната чине стручњаци из области логопедије, дефектологије, природних и друштвених наука, едуковани за рад са децом која имају говорне, слушне и развојне тешкоће, као и тешкоће у учењу. Поред рада са децом, обавеза наставника и васпитача је и да обучавају и едукују родитеље ученика, како би они пренесено знање применили у свакодневном животу са децом и у породици.
Медицински особље
Медицински кадар школе свакодневно води рачуна о здравственом стању ученика. У саставу школе и интернат налази се и амбуланта у којој свакодневно раде две медицинске сестре, које воде бригу о хигијени и здравственом стању ученика. У оквиру абуланте налази се и стоматолошка ординација у којој стоматолог задужен за школу брине о оралној хигијени ученика и здрављу зуба. Здравствео особље је дужно да уколико се здравствени проблеми јаве код неког детета, одмах обавесте његове родитеље..
Амбуланта поседује и посебне собе где се смештају деца која се разболе. На тај начин су под сталном бригом медицинског особља које ради на што бржем опоравку деце. Уколико су ученицима неопходни специјалистички прегледи, сарадња са ДЗ "Земун" то омогућава. Уколико се здравствени проблеми јаве, родитељи се одмах обавештавају.
Техничко особље
Особље техничка служба задужено је да свакодневно води рачуна о хигијени, безбедности и хигијене и уредности школе и интерната, и парковским површинама површине 11.000 м2 препуним дрвећа, цвећа, траве. Свакодневно брину два домара и хигијеничари школе и интерната.
Административно особље
Административно особље брине о законским регулативама и прописима који су веома значајни при упису ученика у школу и интернат. Оно у сарадњи са родитељима, знатно олакшава упис ученика.